# 岡山県道70号久米建部線
岡山県道70号久米建部線（おかやまけんどう70ごう くめたけべせん）は、岡山県津山市と岡山市北区を結ぶ県道（主要地方道）である。

## 概要

### 路線データ
- 起点：岡山県津山市宮尾（中須賀交差点、国道181号交点、岡山県道337号山城宮尾線終点）
- 終点：岡山県岡山市北区建部町鶴田（たづた）（岡山県道30号落合建部線交点）

## 歴史
- 1993年（平成5年）5月11日 - 建設省から、県道久米建部線が久米建部線として主要地方道に指定される[1]。

## 路線状況

### 重複区間
- 岡山県道159号久米中央線（久米郡美咲町打穴下（うたのしも） - 久米郡美咲町打穴中（うたのなか））
- 岡山県道373号栃原久米南線（久米郡美咲町境）
- 岡山県道451号和田北鶴田線（岡山市北区建部町角石谷 - 岡山市北区建部町鶴田）

## 地理

### 通過する自治体
- 津山市
- 久米郡美咲町
- 岡山市（北区）

### 交差する道路
| 交差する道路                                                  | 市町村名 | 市町村名 | 交差する場所               | 交差する場所        |
| ------------------------------------------------------------- | -------- | -------- | -------------------------- | ------------------- |
| 国道181号 岡山県道337号山城宮尾線                             | 津山市   | 津山市   | 宮尾                       | 中須賀交差点 / 起点 |
| 国道429号                                                     | 久米郡   | 美咲町   | 錦織（にしこり）           |                     |
| 岡山県道159号久米中央線 重複区間起点                          | 久米郡   | 美咲町   | 打穴下（うたのしも）       |                     |
| 岡山県道159号久米中央線 重複区間終点                          | 久米郡   | 美咲町   | 打穴中（うたのなか）       |                     |
| 岡山県道373号栃原久米南線 重複区間起点                        | 久米郡   | 美咲町   | 境                         |                     |
| 岡山県道373号栃原久米南線 重複区間終点                        | 久米郡   | 美咲町   | 境                         |                     |
| 岡山県道451号和田北鶴田線 重複区間起点                        | 岡山市   | 北区     | 建部町角石谷（ついしだに） |                     |
| 岡山県道30号落合建部線 岡山県道451号和田北鶴田線 重複区間終点 | 岡山市   | 北区     | 建部町鶴田（たづた）       | 終点                |